# James Buchli
James Frederick Buchli, född 20 juni 1945 i New Rockford, North Dakota, är en amerikansk astronaut uttagen i astronautgrupp 8 den 16 januari 1978.

## Rymdfärder
- STS-51-C
- STS-61-A
- STS-29
- STS-48